# Thurgau
Thurgau (tiếng Đức: Thurgau; tiếng Pháp: Thurgovie; tiếng Ý: Turgovia; tiếng Romansh: Turgovia) là một trong 26 bang của Liên bang Thụy Sĩ. Thurgau nằm phía Đông Bắc Thụy Sĩ và bao gồm năm huyện và thủ phủ của bang là Frauenfeld. Ngoài ra, Thurgau cũng thuộc về một trong những bang nói tiếng Đức của Thuỵ Sĩ.

## Tên gọi
Thurgau được đặt tên theo sông Thur và tên gọi Thurgovia trong lịch sử được sử dụng cho một khu vực rộng lớn hơn bao gồm một phần lưu vực sông Thur.

## Lịch sử
Vào thời tiền sử, các vùng đất thuộc lãnh thổ của bang Thurgau ngày nay là nơi sinh sống của những người thuộc nền văn hóa Pfyn dọc theo hồ Bodensee.
Vào thời La Mã, Thurgau là một phần của tỉnh Raetia cho đến năm 450 và trong suốt thời gian đó, bang được người Alemanni định cư.
Vào thế kỷ thứ 6, xứ Thurgovia trở thành một Gau của đế chế Francia cũng như một phần của vuơng quốc Alemannia và là một phần của Công quốc Schwaben vào đầu thế kỷ thứ 10. Vào thời điểm này, xứ Thurgovia không chỉ bao gồm những phần lãnh thổ ngày nay của bang Thurgau, mà còn bao gồm phần lớn lãnh thổ của bang St. Gallen ngày nay, Appenzell và phần phía đông của bang Zürich.
Các thành phố quan trọng nhất của Thurgovia trong thời Sơ kỳ Trung Cổ là Konstanz vì trụ sở của giám mục và St. Gallen vì tu viện có tầm ảnh hưởng lớn. Vào thời Trung kỳ Trung Cổ, các công tước nhà Zähringen và các bá tước nhà Kyburg đã tiếp quản phần lớn đất đai của xứ Thurgovia. Khi nhà Kyburg chính thức tuyệt vong vào năm 1264, nhà Habsburg đã tiếp quản vùng đất đó. Vào năm 1460, Cựu Liên bang Thụy Sĩ liên minh với mười lãnh thổ được giải phóng từ tay các bá tước xứ Toggenburg trước đây đã chiếm giữ vùng đất của Thurgau từ nhà Habsburg. Sau đó, Thurgau chính thức trở thành lãnh thổ chủ thể của bảy bang trong Cựu Liên bang Thụy Sĩ (Zürich, Lucerne, Uri, Schwyz, Unterwalden, Zug và Glarus).
Trong cuộc Cải cách Kháng nghị ở Thụy Sĩ, cả Giáo hội Công giáo lẫn các giáo phái Kháng cách mới nổi đều tìm cách lôi kéo các lãnh thổ chủ thể, chẳng hạn như Thurgau, về phía họ. Năm 1524, trong một vụ việc gây tiếng vang khắp Thụy Sĩ, nông dân địa phương đã chiếm tu viện Ittingen ở Thurgau, đuổi các tu sĩ ra ngoài, phá hủy vô số tài liệu và hầm rượu. Từ năm 1526 đến năm 1531, phần lớn dân số Thurgau chấp nhận đức tin Kháng cách mới được lan truyền từ Zürich, thế nhưng, thất bại của Zürich trong Chiến tranh Kappel (1531) đã chấm dứt ưu thế của phe Kháng cách. Thay vào đó, Hòa ước Kappel đầu tiên đã bảo đảm được bảo vệ sự thờ phượng của cả Giáo hội Công giáo lẫn các giáo phái Kháng cách mặc dù các điều khoản của hiệp ước này nói chung có lợi hơn cho Giáo hội Công giáo. Vào những năm sau đó, tình hình căng thẳng liên quan đến tôn giáo tại Thurgau dẫn đến Chiến tranh Villmergen đầu tiên (1656), trong đó Zürich chiếm đóng Thurgau trong một thời gian ngắn.
Năm 1798, Thurgau trở thành một bang và là một phần của Cộng hòa Helvetic. Năm 1803, như một phần của Đạo luật Hòa giải, Thurgau trở thành thành viên của Liên bang Thụy Sĩ. Quốc huy của bang được thiết kế vào năm 1803, dựa trên quốc huy của nhà Kyburg đã từng cai trị Thurgau vào thế kỷ 13, nhưng nền màu đã được thay đổi thành màu xanh lá cây và trắng, vào thời điểm đó được coi là màu "cách mạng". Vì cách đặt một điện tích màu vàng (hoặc) trên nền trắng (argent) là vi phạm nguyên tắc huy hiệu, một đề xuất sửa đổi thiết kế đã được thực hiện, bao gồm đề xuất năm 1938 sử dụng trường màu xanh lá cây liền mạch chia cho đường chéo màu trắng. Thế nhưng, tất cả những đề xuất sửa đổi này đã không thành công.
Hiến pháp hiện tại của bang Thurgau được áp dụng từ năm 1987.

## Địa lý
Ở phía bắc, Thurgau giáp danh với bang Baden-Württemberg của Đức và bang Vorarlberg của Áo thông qua hồ Bodensee. Thêm vào đó, bang cũng giáp với sông Rhein và đồng thời tạo biên giới với Đức ở phía tây bắc. Về phía nam, bang giáp với bang St. Gallen; về phía tây, bang giáp với các bang Zürich và Schaffhausen. Diện tích của bang Thurgau là 991 km2 và lãnh thổ của bang được chia thành ba dãy đồi. Một trong số này trải dài dọc theo hồ Bodensee ở phía bắc, một dãy khác nằm sâu trong mảnh đất giữa sông Thur và sông Murg và dãy thứ ba tạo thành biên giới phía nam của bang và hợp nhất với núi Hörnli ở dãy núi Anpơ.

## Dân cư

### Nhân khẩu học
Tính đến năm 2021, dân số của bang này là 285.212 người, trong số đó có tổng cộng 72.700 người nước ngoài cư trú (tính đến năm 2021), chiếm 25,5% dân số.
Trong tổng số 285.212 người, công dân Thụy Sĩ chiếm khoảng 212.500 người trong khi công dân nước ngoài bao gồm 72.700. Trong số công dân nước ngoài, người Đức là nhóm lớn nhất. Khoảng 24.200 người Đức sống ở Thurgau vào cuối năm 2021. Người Ý có số lượng người nước ngoài lớn thứ hai (9.900 người). Số lượng người nước ngoài từ các nước châu Âu khác bao gồm Bắc Macedonia (7.013 người), Bồ Đào Nha (4.627 người), Kosovo (2.934 người), Thổ Nhĩ Kỳ (2.497 người), Ba Lan (2.390 người), Hungary (2.154 người), Áo (1.942 người) và Slovakia (1.732 người). 13.453 người đến từ các quốc gia khác.

### Phát triển dân số
| Dữ liệu dân số qua các thời kỳ | Dữ liệu dân số qua các thời kỳ | Dữ liệu dân số qua các thời kỳ | Dữ liệu dân số qua các thời kỳ | Dữ liệu dân số qua các thời kỳ    |
| Năm                            | Tổng dân số                    | Người Thụy Sĩ                  | Người nước ngoài               | Tỉ lệ dân số trên tổng số cả nước |
| ------------------------------ | ------------------------------ | ------------------------------ | ------------------------------ | --------------------------------- |
| 1850                           | 88.908                         | 87.006                         | 1.902                          | 3.7%                              |
| 1880                           | 99.231                         | 92.120                         | 7.111                          | 3.5%                              |
| 1900                           | 113.221                        | 98.183                         | 15.038                         | 3.4%                              |
| 1950                           | 149.738                        | 139.990                        | 9.748                          | 3.2%                              |
| 1970                           | 182.835                        | 148.792                        | 34.043                         | 2.9%                              |
| 2000                           | 228.875                        | 183.942                        | 44.933                         | 3.1%                              |
| 2020                           | 282.080                        |                                |                                | 3.3%                              |

### Ngôn ngữ
Các thổ ngữ tiếng Đức được nói ở Thurgau thuộc về hệ Thượng Alemanni và đồng thời cũng thuộc các thổ ngữ tiếng Đức vùng Đông Thụy Sĩ.

### Tôn giáo
Tính đến năm 2021, toàn bang có khoảng hơn 205.350 theo một tín ngưỡng, đại đa số là theo đạo Kháng cách và Công giáo. 80.000 người không theo một tôn giáo nào. Dân số theo đạo Kháng cách thuộc về Nhà thờ Tin lành Bang Thurgau, dân số theo đạo Công giáo thuộc Giáo phận Basel và Nhà thờ Công giáo bang Thurgau. Từ những năm gần đây, số lượng tín hữu trong các nhà thờ đã giảm trong nhiều năm. Chỉ riêng từ năm 2015 đến 2021, tỷ lệ dân số thuộc một trong hai giáo phái nhà thờ đã giảm từ 68% xuống 60%.
Trên hết, tỷ lệ dân số theo đạo Tin lành đã giảm đi. Vào cuối năm 2021, khoảng 86.800 người theo đạo Tin lành, ít hơn khoảng 1.600 người so với năm trước (-1,8%). Trong Giáo hội Công giáo, tỷ lệ giảm có phần vừa phải hơn: số tín hữu giảm 1.100 xuống còn 83.500 (-1,3%). Cuối năm 2021, 30% dân số theo đạo Tin lành và 29% theo Công giáo, thấp hơn tỷ lệ so với năm 2015 là 35% và 32%. Khoảng 14% cư dân toàn bang Thurgau trên 15 tuổi thuộc cộng đồng tôn giáo bên ngoài các giáo phái nhà thờ trong khu vực. 7% thuộc về cộng đồng Hồi giáo và phần còn lại thuộc các giáo phái Thiên Chúa giáo khác bao gồm nhà thờ Chính thống giáo Cổ Đông phuơng hoặc Chính thống giáo.

## Chính quyền

### Hiến pháp
Hiến pháp hiện hành của bang Thurgau có hiệu lực từ ngày 16 tháng 3 năm 1987. Trong hiến pháp, cơ sở cho việc tổ chức chính quyền được thiết lập cũng như là sự bảo đảm quyền nhân dân và việc thực hiện các nhiệm vụ của nhà nước. Các nhiệm vụ công bao gồm đảm bảo trật tự và an ninh công cộng, thúc đẩy an sinh xã hội, đặc biệt là định hướng trợ giúp xã hội, giám sát và điều phối hệ thống y tế, đảm bảo chăm sóc y tế đầy đủ và giáo dục đầy đủ trong khu vực giáo dục bắt buộc, cung cấp dịch vụ công cộng hiệu quả, đa dạng và giáo dục (mẫu giáo, tiểu học, dạy nghề, trung học), thúc đẩy sáng tạo văn hóa, bảo vệ môi trường, xây dựng và quy hoạch không gian, giao thông công cộng và cung cấp năng lượng và nước cho người dân.

## Hành chính

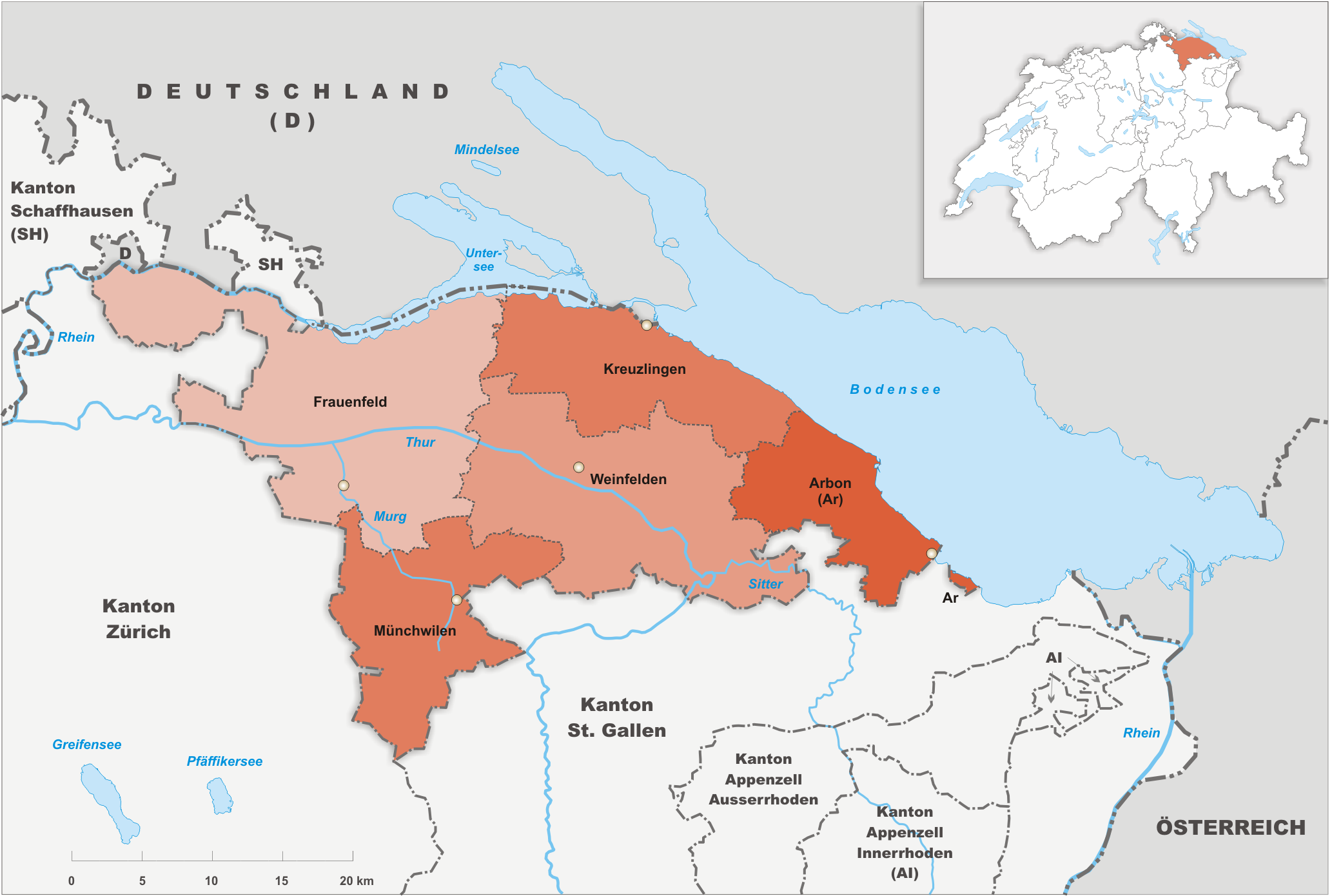
Các huyện của bang Thurgau kể từ năm 2011

Kể từ tháng 1 năm 2011, Thurgau được chia thành năm huyện được đặt tên theo thủ phủ như sau:
- Huyện Frauenfeld với thủ phủ Frauenfeld
- Huyện Kreuzlingen với thủ phủ Kreuzlingen
- Huyện Weinfelden với thủ phủ Weinfelden
- Huyện Münchwilen với thủ phủ là Münchwilen
- Huyện Arbon với thủ phủ là Arbon

Trước đó, Thurgau được chia làm tám huyện, bao gồm ba huyện không còn tồn tại ngày nay là Steckborn, Bischofszell và Diessenhofen.
Tính đến năm 2022, Thurgau bao gồm 5 huyện và 80 đơn vị hành chính cấp phường.
| Đơn vị hành chính cấp huyện | Thủ phủ     | Diện tích (km2) | Dân số (người) | Mật độ dân số (người/km2) | Số đơn vị hành chính |
| --------------------------- | ----------- | --------------- | -------------- | ------------------------- | -------------------- |
| Arbon                       | Arbon       | 89,07           | 58.414         | 655,82                    | 12                   |
| Frauenfeld                  | Frauenfeld  | 279,61          | 69.773         | 249,54                    | 23                   |
| Kreuzlingen                 | Kreuzlingen | 129,17          | 49.760         | 385,23                    | 14                   |
| Münchwilen                  | Münchwilen  | 138,19          | 48.285         | 349,27                    | 13                   |
| Weinfelden                  | Weinfelden  | 227,08          | 56.677         | 249,59                    | 18                   |
| Tổng cộng (5)               | 0           | 994,33          | 282.909        | 284,52                    | 80                   |
| Số liệu từ năm 2020         |             |                 |                |                           |                      |

## Kinh tế
Xương sống của nền kinh tế Thurgau được hình thành bởi một số lượng lớn các công ty vừa và nhỏ. Ngành công nghiệp chế tạo có tầm quan trọng rất lớn, trong đó đặc biệt là ngành công nghiệp luyện kim và cơ khí. Các ngành quan trọng khác là ngành thực phẩm và đồ uống, ngành điện tử và ngành hàng nhựa. Các lĩnh vực tăng trưởng thực sự là xây dựng và xuất bản phương tiện và truyền thông (viễn thông).
Vào năm 2019, khoảng 140.428 người đã được tuyển dụng tại 21.182 nơi làm việc ở bang Thurgau. Việc làm được phân bổ theo ba khu vực kinh tế như sau:
- Nông, lâm nghiệp: 5,5%
- Công nghiệp và xây dựng: 35,1%
- Dịch vụ: 59,4%[9]

Ngoài ra, Thurgau là một phần của vùng kinh tế Interregio Alpenrhein-Bodensee-Hochrhein. 23.871.170,00 euro tiền tài trợ đã được cấp bởi Quỹ Phát triển Khu vực Châu Âu (ERDF) cho chương trình Interreg IV Alpenrhein-Bodensee-Hochrhein trong giai đoạn tài trợ 2007 đến 2013. Về phía Thụy Sĩ, ngân sách tài trợ là 7.745.000,00 euro và khoảng €7.200.000,00 đã được chi trả thực tế, tức là khoảng 93% tổng số tiền có sẵn. Điều này cũng đã giúp vị trí kinh tế của Thurgau được thúc đẩy mạnh mẽ hơn.

## Du lịch
Phong cảnh đồi núi và bờ hồ Bodensee dài 70 km là nơi lý tưởng để đạp xe, đi bộ đường dài và trượt patin. Thêm vào đó, 900 km đường dành cho xe đạp có biển chỉ dẫn trên đường phụ và đường nông nghiệp cũng có thể sử dụng để đi xe đạp. Ngoài ra, trong bang còn có 220 ao và hồ nhỏ, 1.600 km sông suối cùng với nhiều cơ sở tắm tự nhiên công cộng và các cơ sở tắm truyền thống.
Vào năm 2022, hơn 316.794 lượt lưu trú qua đêm đã được đăng ký và hầu hết khách nước ngoài đến Thurgau có ngưồn gốc từ Đức.
Một trong những trụ cột quan trọng nhất của ngành du lịch bang Thurgau là du lịch hội thảo. Thông qua hỗ trợ lẫn nhau, trao đổi kinh nghiệm và phối hợp với công ty Seminarland Thurgau, một tổ chức gồm nhiều khách sạn hội nghị và hội thảo và trung tâm đào tạo, ngành du lịch hội thảo được thúc đẩy và phát triển.
Ngoài ra, nhiều lâu đài trên khu vực hồ Bodensee và các tu viện có tầm quan trọng về văn hóa và lịch sử, những ngôi làng quanh co và nghệ thuật và văn hóa đương đại trong không gian nghệ thuật của bang Thurgau cũng thuộc về một trong những danh lam thắng cảnh của bang Thurgau. Ngoài ra, nhiều bảo tàng khác nhau có thể được ghé thăm. Để bảo đảm ngành du lịch, công ty Kulturland Thurgau đảm bảo việc bảo quản, kết nối mạng và trình bày chung cùng với Thurgau Tourismus với tư cách là tổ chức quản lý điểm đến (DMO) và là cổ đông của công ty Internationale Bodensee Tourismus GmbH (IBT GmbH).

## Giao thông

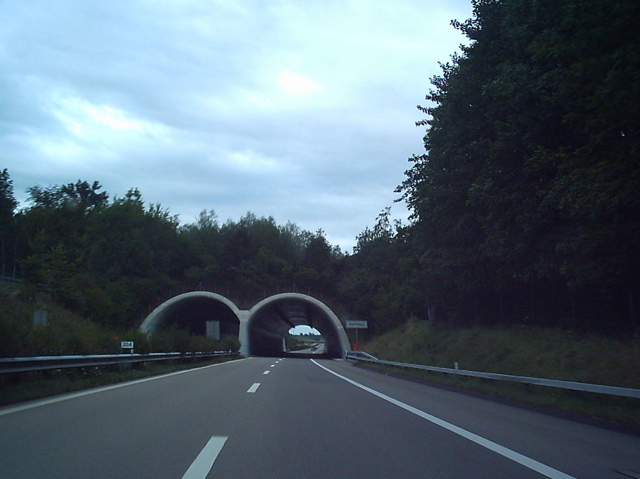
Đường cao tốc A7, từ Winterthur sang Konstanz, là một trong những tuyến đường cao tốc quan trọng nhất của bang Thurgau.

Thurgau nằm giữa các bang Zürich, St. Gallen và hồ Bodensee.
Vị trí của bang gần đô thị kinh tế Zürich của Thụy Sĩ và Sân bay Zürich đảm bảo kết nối nhanh chóng đến các điểm đến trong nước và quốc tế. Ngoài ra, người ta cũng có thể dễ dàng đến các sân bay St. Gallen-Altenrhein và Friedrichshafen. Thêm vào đó, Thurgau được kết nối với các bang trung tâm của Thụy Sĩ và các nước láng giềng, Đức và Áo, bằng hai đường cao tốc (A1 và A7) và hai trục đường sắt tốc hành (Zürich-Konstanz/Romanshorn và Zürich-St. Gallen).
Các tuyến kết nối với các khu vực lân cận cũng như các tuyến kết nối trong bang được đảm bảo bởi mạng lưới đường bộ của bang cũng như một số lượng lớn các tuyến đường sắt và xe buýt. Vào những năm gần đây, giao thông công cộng càng ngày được mở rộng trong và trong năm 2009, khoảng 12,5 triệu km dịch vụ được lên kế hoạch cho tất cả các phương tiện giao thông công cộng (các tuyến xe lửa và xe buýt, vận tải địa phương và các hãng tàu). Năm 2021, gần 25 triệu hành khách đã được vận chuyển thông qua tất cả các phưong tiện công cộng. Vào năm 2021, mức độ cơ giới hóa (ô tô/1000 dân) là 633.

## Giáo dục - Đào tạo

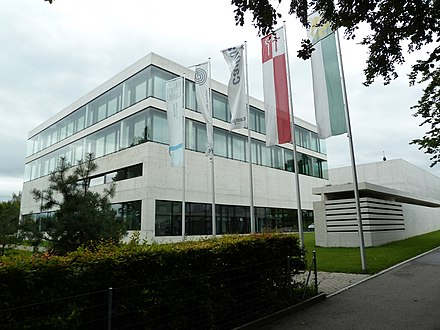
Trường Cao đẳng Sư phạm Kreuzlingen, một trong những cơ sở giáo dục và đào tạo quan trọng nhất của bang Thurgau.

Trong bang Thurgau, số lượng của tất cả các cơ sở giáo dục vào đào tạo, bao gồm các trường mầm non, trường tiểu học và trường trung học, là 60. Tất cả các cơ sở này thuộc cấp dưới của Bộ Giáo dục và Đào tạo của bang.
Các sinh viên tại trường trung học phổ thông có thể tốt nghiệp tại các trường Kantonsschule (Trường Cấp bang) ở Frauenfeld, Kreuzlingen, Kantonsschule Romanshorn và tại Trường Sư phạm Kreuzlingen. Nhờ một thỏa thuận với bang St. Gallen, các sinh viên từ Thurgau theo học tại trường Kantonsschule Wil cũng theo các điều kiện y hệt như những sinh viên từ St. Gallen. Ngoài ra, các trường cấp bang ở Frauenfeld và Romanshorn cung cấp trường trung học chuyên biệt với Matura chuyên biệt. Ngoài ra, trường cấp bang Frauenfeld cũng điều hành một trường thương mại và một trường khoa học máy tính, cả hai đều có bằng tú tài dạy nghề. Ngoài ra, trường trung học Thurgau-Schaffhausen cho người lớn tuổi đại diện cho sinh viên lớn tuổi cho cả hai bang Thurgau và Schaffhausen.
Đại học Giáo dục Thurgau (PHTG) được thành lập năm 2003 và có trụ sở tại Kreuzlingen. Đây là một cơ sở cấp đại học và phục vụ cho việc đào tạo và giáo dục nâng cao giáo viên ở cấp mầm non, cấp tiểu học, cấp trung học cơ sở, cấp trung học phổ thông và ở dạng thạc sĩ. Đối tác của trường này là Đại học Konstanz. Ngoài ra, Đại học Giáo dục Thurgau đang hoạt động dưới hình thức các chương trình cấp bằng và các khóa học trong lĩnh vực giáo dục nâng cao và cũng tiến hành nghiên cứu và duy trì một trung tâm truyền thông và giáo khoa tập trung vào các dịch vụ dành cho giáo viên và học sinh.

## Văn hóa
Ở Thụy Sĩ, người ta biết đến bang Thurgau với tên gọi "Mostindien". Thuật ngữ này được tạo ra bởi các biên tập viên của tạp chí hài hước Der Postheiri và được xuất bản bởi Alfred Hartmann ở Solothurn từ năm 1845 đến năm 1875. Thurgau, được vẽ dưới dạng một quả lê rượu táo, lần đầu tiên được ghi "Most-India" trên tờ giấy này vào năm 1853. Phần sửa đổi «Most-» là một biến thể của «Ost» và kết hợp vị trí phía đông của Thurgau trong bản đồ Thụy Sĩ cùng với sự quan trọng của trồng cây ăn quả ở Thurgau và rượu lê Thurgau nổi tiếng một thời. Tên tổng thể "Mostindien" là một cách chơi chữ vô nghĩa đối với vùng Đông Ấn (bao gồm Nam Á và Đông Nam Á ngày nay), một khu vực địa lý được biết đến vào thời điểm đó.